# Hedwig Courths-Mahler
Hedwig Courths-Mahler (Nebra, 1867. február 18. – Rottach-Egern, 1950. november 26.) német írónő. Könnyű fajsúlyú, kizárólag szórakoztatni akaró, érzelmes regények páratlan termékenységű írója volt. Világszerte népszerűvé vált műveit sokan az iparszerűen gyártott irodalmi giccsek közé sorolják. Számos regényét megfilmesítették.

## Életpályája
Leánykori neve Ernestine Friederike Elisabeth Mahler.elmult már 50 éves amikor írni kezdett és neve már életében legendává vált. Chemnitzben, Berlinben, végül Tegernseeben élt. Már 1909-ben publikált első regényei is kirobbanó sikert arattak.
Művei Németországban 1955-ig több mint 300 milliós példányszámot értek el. A két világháború között Magyarországon is rendkívül népszerű volt. Több mint 200 regényének mintegy fele 1918 és 1937 között magyarul is megjelent, összesen 300-nál több kiadásban.

## Művei (válogatás)
- Auf falschem Boden (regény, 1909; magyarul: Idegen talajon, fordította Kilényi M., 1929)
- Es irrt der Mensch (regény, 1909; magyarul Téved az ember, fordította Esty J.-né, 1918)
- Das Halsband (regény, 1911; magyarul: A fejedelemasszony nyakéke, fordította: Szederkényi A., 1920)
- Die wilde Ursula (regény, 1912)
- Die Bettelprinzeß (regény, 1914)
- Liselottes Heirat (regény, 1911; magyarul: Liselotte házassága, fordította: Kalotay S.-né, 1916)
- Der tolle Hassberg (1916)
- Griseldis (regény, 1916)
- Ich will (regény, 1916)
- Prinzess Lolo (regény, 1916; magyarul: Lolo hercegnő, fordította: Tábori N., 1921)
- Meine Käthe (regény, 1917)
- Eine ungeliebte Frau (regény, 1918)
- Die schöne Unbekannte (regény, 1918)
- Der Scheingemahl (regény, 1919)
- Das stille Weh (1919)
- Was tat ich Dir? (regény, 1920), magyarul: Mit vétettem ellened?, fordította: Esty J.-né, 1922)
- Was Gott zusammenfügt (regény)
- Die Flucht vor der Ehe (regény, 1934)
- Die verstossene Tochter
- Rote Rösen (regény, magyarul: Piros Rózsák, fordította: Kosáryné Réz Lola, 1933)

## Művei magyarul
A világszerte ismert giccsírónő magyarországi népszerűsége is elképesztő: az Országos Széchényi Könyvtár katalógusa több mint hétszáz magyar nyelvű címet tart nyilván. (Ámde korántsem biztos, hogy az összes, önálló kötetben megjelent műve bekerült a nemzeti bibliotékába...) Az ismétlődések, újrakiadások, utánnyomások, a fordítók nevében bekövetkezett változások stb. kiszűrése után is elmondható: az elmúlt bő száz esztendő alatt több mint ötszáz esetben adták ki Magyarországon. Jellemzően és minimális kivételtől eltekintve – Budapesten. A "lektűrcsúcspont" az 1990-es évek második felére tehető, ekkor évente átlagosan 10 naponta jelent meg a szerzőtől füzetes ponyva hazánkban!  
Az alábbi lista teljességre törekedett, ráadásképp fel lettek tüntetve egyazon mű más-más címeken megjelent kiadásai, illetve az egyes művek címváltozatai. Fontos megjegyezni, hogy számtalan esetben egyazon cím más-más átültetéseket takar (kiugró példa gyanánt: a betűre azonos Siddy nászútja cím négy, egymástól eltérő fordítást/fordítót tudhat magáénak!). A cím- és fordításváltozatok, az évtizedekkel korábban megjelentek átdolgozásának és "megszerkesztésének" felsorolása azonban aligha teljeskörű, mert több száz esetben az eredeti, német cím föltüntetése hiányzik a katalógusból, ennek hiányában pedig az eredeti mű beazonosítása reménytelen. Így is több tucat kötetke esetében lehetünk biztosak egyazon mű eltérő magyar fordításainak föllelésében. Előbbieket tovább nehezíti, hogy azonos cím alatt, de más fordító által ugyanannál a kiadónál megjelent szöveget "2. kiadás"-ként tüntettek föl. 

### 1944-ig
- Akarom; ford. Csetényi Erzsi; Singer-Wolfner, Budapest, 1918 (Milliók könyve)
- Becsületbeli adósság. Regény; ford. Szederkényi Anna; Singer-Wolfner, Budapest, 1918 (Koronás regények)
- Téved az ember; Singer-Wolfner, Budapest, 1918 (Milliók könyve)
- Kata házassága. Regény; ford. Boros Béla; Dante, Budapest, 192?
- A szép ismeretlen; ford. Pintér Mária; Singer-Wolfner, Budapest, 1920 (Milliók könyve)
- Bettina asszony és fiai. Regény; ford. Szederkényi Anna; Adler, Budapest, 1921
- Szeretlek!; ford. Hangay Sándor; Singer-Wolfner, Budapest, 1921 (Courths-Mahler regényei)
- Bocsáss meg Lóri! Regény; ford. Komor Gyula; Singer-Wolfner, Budapest, 1921 (Courths-Mahler regényei)
  - (Bocsáss meg, Lore! címen is)
- A csillagok felé. Regény; ford. Kalotay Sándorné; Singer-Wolfner, Budapest, 1921 (Courths-Mahler regényei)
- A fogadott leány; ford. Kéméndyné Novelly Riza; Singer-Wolfner, Budapest, 1921 (Courths-Mahler regényei)
- Éva. Regény; ford. Pogány Elza; Singer-Wolfner, Budapest, 1921 (Courths-Mahler regényei)
- A konzul felesége. Regény; Singer-Wolfner, Budapest, 1921 (Courths-Mahler regényei)
- Szegény kis Anni. Regény; ford. Esty Jánosné; Singer-Wolfner, Budapest, 1921 (Courths-Mahler regényei)
- A szilaj Orsolya. Regény; ford. Balla Ignác; Singer-Wolfner, Budapest, 1921 (Courths-Mahler regényei)
- Lolo hercegnő; ford. Tábori Piroska; Singer-Wolfner, Budapest, 1921 (Milliók könyve)
- A végzet. Regény; Singer-Wolfner, Budapest, 1921 (Courths-Mahler regényei)
- Warnstetten Lena. Regény; ford. Pintér Mária; Singer-Wolfner, Budapest, 1921 (Courths-Mahler regényei)
- A szép Miss Lilian. Regény; ford. Szederkényi Anna; Singer-Wolfner, Budapest, 1922 (Courths-Mahler regényei)
  - (A szép dollárhercegnő címen is)
- A kertészek Katója. Regény; ford. Szederkényi Anna; Adler, Budapest, 1922 (Courths-Mahler regényei)
- A fejedelemasszony nyakéke. Regény; ford. Szederkényi Anna; Adler S. és Tsa, Budapest, 1922 (Courths-Mahler regényei)
  - (Az amulett címen is)
- Egy asszony – két férfi. Regény; ford. F. Wiesner Juliska; Singer-Wolfner, Budapest, 1922 (Courths-Mahler regényei)
- A három Randolf leány. Regény; ford. Altay Margit; Singer-Wolfner, Budapest, 1922 (Courths-Mahler regényei)
  - (A szép Randolf lányok címen is)
- Két asszony. Regény; ford. Kosáryné Réz Lola; Singer-Wolfner, Budapest, 1922 (Courths-Mahler regényei)
- Griseldis. Regény; ford. Szederkényi Anna; Singer-Wolfner, Budapest, 1922 (Courths-Mahler regényei)
  - (Griseldis álma címen is)
- A munka nemesít. Regény; ford. Dobosi-Pécsi Mária; Singer-Wolfner, Budapest, 1922 (Courths-Mahler regényei)
- Az ő felesége. Regény; ford. Altay Margit; Singer-Wolfner, Budapest, 1922 (Courths-Mahler regényei)
- Az ő gyermeke. Regény; ford. Balázs Sándor; Singer-Wolfner, Budapest, 1922 (Courths-Mahler regényei)
- Diana. Regény; ford. Sztrókay Kálmán; Singer-Wolfner, Budapest, 1922 (Courths-Mahler regényei)
- A tengerszem tükre; Singer-Wolfner, Budapest, 1923? (Courths-Mahler regényei)
- Testvérek. Regény; ford. Balda Béla; Dante, Budapest, 1923
- Sörensen Frida; ford. Balázs Béla; Dante, Budapest, 1923
- Színlelt házasság. Regény; ford. Csetényi Erzsi; Dante, Budapest, 1923
- Koldus grófkisasszony. Ifjúsági regény fiatal lányok számára; ford. Biró Sándor; Dante, Budapest, 1923 
  - (A koldusprincesz; Kolduskirálylány címen is)
- Anyai szív. Regény; ford. Kosáryné Réz Lola; Singer-Wolfner, Budapest, 1923 (Courths-Mahler regényei)
- A bükkös mélyén. Regény; ford. Kosáryné Réz Lola; Singer-Wolfner, Budapest, 1923 (Courths-Mahler regényei)
  - (A bükkösben címen is)
- A látszat csal! Regény; ford. Nil; Singer-Wolfner, Budapest, 1923 (Courths-Mahler regényei)
- Napsugár kisasszony. Regény; ford. Tábori Piroska; Dante, Budapest, 1923
- Ne ítélj! Regény; ford. Tábori Piroska; Dante, Budapest, 1923
- Piros rózsák. Regény; ford. Kosáryné Réz Lola; Singer-Wolfner, Budapest, 1923 (Courths-Mahler regényei)
- Szent hazugság; ford. F. Wiesner Juliska; Singer-Wolfner, Budapest, 1923 (Courths-Mahler regényei)
- A szinleges férj; Singer-Wolfner, Budapest, 1923 (Milliók könyve)
  - (Az álvőlegény címen is)
- Hűtlen volt? Regény; Singer-Wolfner, Budapest, 1923 (Koronás regények)
- Virág a kövek közt. Regény; ford. Biró Sándor; Dante, Budapest, 1923
- Rang és szerelem. Regény; ford. Boros Béla; Dante, Budapest, 1923
- Szerelem diadala. Regény; ford. Esty Jánosné; Singer-Wolfner, Budapest, 1923 (Courths-Mahler regényei)
- Vergődő szívek. Regény; Singer-Wolfner, Budapest, 1923 (Courths-Mahler regényei)
- A visszajáró múlt. Regény; ford. Csillay Kálmán; Dante, Budapest, 1923 
  - (A visszatérő múlt; Visszajár a múlt címen is)
- Liselotte házassága. Regény; ford. Kalotay Sándorné; Singer-Wolfner, Budapest, 1923 (Courths-Mahler regényei) 
  - (Lotti házassága címen is)
- Felszabadult élet; ford. Tábori Piroska; Dante, Budapest, 1923
- Fény és homály. Regény; ford. Galántai Sándor; Neuwald Ny., Budapest, 1923
  - (Fény és árnyék címen is)
- Forgószél kisasszony. Regény; ford. Csillay Kálmán; Dante, Budapest, 1923
- A hűtlen asszony. Regény; ford. Csetényi Erzsi; Dante, Budapest, 1923
- Szegény fecske. Regény; ford. Tábori Piroska; Dante, Budapest, 1923
- Boldog akarok lenni; ford. Kosáryné Réz Lola; Singer-Wolfner, Budapest, 1924 (Koronás regények)
- Apja lánya. Ifjúsági regény fiatal lányok számára; ford. Tábori Piroska; Pallas, Cluj, 1924
- Csókon szerzett férj; ford. Csillay Kálmán; Dante, Budapest, 1924
- A kis libapásztorlány. Ifjúsági regény fiatal leányok számára; ford. Szederkényi Anna; Dante, Budapest, 1924
- A glossowi dráma. Regény; ford. Szederkényi Anna; Singer-Wolfner, Budapest, 1924 (Courths-Mahler regényei)
- A herceg szerelme. Regény; Singer-Wolfner, Budapest, 1924 (Courths-Mahler regényei)
- Örök hűség. Regény; ford. T. J. [Tersánszkyné Molnár Sári]; Singer-Wolfner, Budapest, 1924 (Courths-Mahler regényei)
- Tiéd vagyok!; ford. Farkas Pálné; Singer-Wolfner, Budapest, 1924 (Courths-Mahler regényei)
- Tiltott szerelem; Singer-Wolfner, Budapest, 1924 (Courths-Mahler regényei)
- Isten veled drágám; ford. Tábori Piroska; Dante, Budapest, 1924
- A béres fia. Regény; ford. Szederkényi Anna; Kurir, Subotica, 1924
- A végrendelet. Regény; ford. Csillay Kálmán; Dante, Budapest, 1924
- Amikor ketten szeretik egymást. Regény; ford. Esty Jánosné; Singer-Wolfner, Budapest, 1925 (Koronás regények)
- Ki vagy?; ford. Kosáryné Réz Lola; Singer-Wolfner, Budapest, 1925 (Courths-Mahler regényei)
- Kriszta küldetése. Regény; ford. Kosáryné Réz Lola; Singer-Wolfner, Budapest, 1925 (Courths-Mahler regényei)
- Mindent legyőz a szerelem. Regény; ford. DPM; Singer-Wolfner, Budapest, 1925 (Courths-Mahler regényei)
  - (Mindenható szerelem címen is)
- Óh, ifjú királynőm! Regény; ford. Esty Jánosné; Singer-Wolfner, Budapest, 1925 (Courths-Mahler regényei)
- Megérdemelt boldogság; Singer-Wolfner, Budapest, 1926 (Milliók könyve)
- Marlen titka. Regény; ford. Giczey Györgyné; Singer-Wolfner, Budapest, 1926 (Milliók könyve)
- Száműzöttek. Regény; ford. Bethlen Pál; Singer-Wolfner, Budapest, 1926 (Courths-Mahler regényei)
- Szenvedés a boldogság ára; Singer-Wolfner, Budapest, 1926 (Milliók könyve)
- Aki megért, megbocsájt; Singer-Wolfner, Budapest, 1926 (Milliók könyve)
- A végzetes levél. Regény; ford. Wiesner Juliska; Singer-Wolfner, Budapest, 1926 (Courths-Mahler regényei)
- Az átok. Regény; ford. Pintér Mária; Singer-Wolfner, Budapest, 1926 (Courths-Mahler regényei)
- Cobolykirálynő. Regény; Singer-Wolfner, Budapest, 1926 (Courths-Mahler regényei)
- Az igazi szerelem; ford. Wiesner Juliska; Singer-Wolfner, Budapest, 1926 (Courths-Mahler regényei)
- Akit mindenki elhagyott; ford. Z. Tábori Piroska; Singer-Wolfner, Budapest, 1927 (Milliók könyve)
- Visszajár a múlt; ford. Bethlen Pál; Singer-Wolfner, Budapest, 1927 (Milliók könyve)
  - (A visszatérő múlt; A visszajáró múlt címen is)
- A szép Meluzina. Regény; ford. Tersánszkyné Molnár Sári; Singer-Wolfner, Budapest, 1927 (Courths-Mahler regényei)
- Az udvarhölgy. Regény; ford. Bethelen Pál; Singer-Wolfner, Budapest, 1927 (Courths-Mahler regényei)
- Ki legyen a párom? Regény; ford. Bethlen Pál; Singer-Wolfner, Budapest, 1927
- A névtelen titka; ford. Z. Tábori Piroska; Singer-Wolfner, Budapest, 1927
  - (A büszkeség béklyójában címen is)
- A szép kaliforniai leány. Regény; ford. Wiesner Juliska; Singer-Wolfner, Budapest, 1927
- Barátnők. Regény; ford. Wiesner Juliska; Singer-Wolfner, Budapest, 1927 (Courths-Mahler regényei)
- Az elveszett gyűrű. Regény; ford. Wiesner Juliska; Singer-Wolfner, Budapest, 1927 (Courths-Mahler regényei)
- Lahori napsugara. Regény; ford. Wiesner Juliska; Singer-Wolfner, Budapest, 1927 (Courths-Mahler regényei)
- A megmentő; ford. Wiesner Juliska; Singer-Wolfner, Budapest, 1928 (Milliók könyve)
- Bárki vagy, szeretlek!; ford. Szécsi Margit; Singer-Wolfner, Budapest, 1928 (Milliók könyve)
- A sidneyi aranyember. Regény; ford. Bethlen Pál; Singer-Wolfner, Budapest, 1928
- Idegen talajon. Regény, 1-2.; ford. Kilényi Mária; Színes Regénytár Kiadóvállalat, Újpest, 1929 (Szines regénytár)
- A szép mostoha. Regény; ford. P. Pásztor Ernő; Színes Regénytár Kiadóvállalat, Budapest, 1929 (Szines regénytár)
- Az aranykulcs; ford. Wiesner Juliska; Singer-Wolfner, Budapest, 1929 (Courths-Mahler regényei)
- Jutta megváltása. Regény; ford. Wiesner Juliska; Singer-Wolfner, Budapest, 1929 (Courths-Mahler regényei)
  - (Jutta boldog lesz címen is)
- Lind Dóra titka. Regény; ford. Kosáryné Réz Lola; Singer-Wolfner, Budapest, 1929 (Courths-Mahler regényei)
- A kis vadóc. Regény; ford. P. Pásztor Ernő; Színes Regénytár Kiadóvállalat, Újpest, 1929 (Szines regénytár)
- Az igazi asszony; ford. Wiesner Juliska; Singer-Wolfner, Budapest, 1929 (Milliók könyve)
  - (A wollini nővérek címen is)
- Az ő védence; Singer-Wolfner, Budapest, 1929 (Milliók könyve)
- Eljön a boldogság!; Singer-Wolfner, Budapest, 1929 (Milliók könyve)
- Titkos mátkaság; ford. Wiesner Julika; Singer-Wolfner, Budapest, 1929 (Milliók könyve)
  - (Meglátni és megszeretni címen is)
- Frida néni. Regény; ford. Buzsáki Pál; Színes Regénytár Kiadóvállalat, Újpest, 1929 (Szines regénytár)
- Férj és feleség. Regény; ford. Esty Jánosné; Singer-Wolfner, Budapest, 1930 (Courths-Mahler regényei)
- A büszke hallgatás. Regény; ford. Z. Tábori Piroska; Singer-Wolfner, Budapest, 1930 (Courths-Mahler regényei)
- Győzelem; ford. Wiesner Juliska; Singer-Wolfner, Budapest, 1930 (Courths-Mahler regényei)
- Idegen országban. Regény; ford. Bethlen Pál; Singer-Wolfner, Budapest, 1930 (Courths-Mahler regényei)
  - (Idegenben címen is)
- A kitagadott. Regény; ford. Wiesner Juliska; Singer-Wolfner, Budapest, 1930 (Courths-Mahler regényei)
- Követlek. Regény; ford. Tersánszky J. Jenőné; Singer-Wolfner, Budapest, 1930 (Courths-Mahler regényei)
- A sziget hercegnője. Regény; ford. Wiesner Juliska; Singer-Wolfner, Budapest, 1930 (Courths-Mahler regényei)
- A lefátyolozott hölgy; Singer-Wolfner, Budapest, 1930 (Milliók könyve)
  - (A fátyolos hölgy címen is)
- A koldusprincesz. Regény, 1-2.; ford. Bethlen Pál; Színes Regénytár Kiadóvállalat, Budapest, 1930
  - (Koldus grófkisasszony; Kolduskirálylány címen is)
- A testvérek. Regény; ford. Buzsáki Pál; Színes Regénytár Kiadóvállalat, Újpest, 1930 (Szines regénytár)
- A szerelem megbocsát. Regény, 1-2.; ford. Kilényi Mária; Színes Regénytár Kiadóvállalat, Újpest, 1930 (Szines regénytár)
- Szegény kis Éva. Regény, 1-2.; ford. Buzsáki Pál; Színes Regénytár Kiadóvállalat, Budapest, 1930 (Szines regénytár)
- Mit vétettem ellened? Regény; ford. Esty Jánosné; Singer-Wolfner, Budapest, 1930 (Rózsaszín regények)
- Retzbach úrnője. Regény; ford. Esty Jánosné; Singer-Wolfner, Budapest, 1930 (Rózsaszín regények)
- Szegény vándormadár. Regény, 1-2.; ford. W. Nagy Anna; Színes Regénytár Kiadóvállalat, Budapest, 1931 (Szines regénytár)
- A megváltó szeretet. Regény; ford. Wiesner Juliska; Singer-Wolfner, Budapest, 1931 (Courths-Mahler regényei)
  - (Megváltó szerelem címen is)
- Magdala önfeláldozása; ford. F. Wiesner Juliska; Singer-Wolfner, Budapest, 1931 (Milliók könyve)
  - (Magdalena áldozata címen is)
- A filmcsillag; ford. Wiesner Juliska; Singer-Wolfner, Budapest, 1931 (Milliók könyve)
- Eladott lelkek; ford. Wiesner Juliska; Singer-Wolfner, Budapest, 1931 (Milliók könyve)
- Az örökség; ford. Giczey Györgyné; Singer-Wolfner, Budapest, 1931 (Milliók könyve)
- Nyárhajnali álom; ford. Bethlen Pál; Singer-Wolfner, Budapest, 1931 (Milliók könyve)
- Súlyos feltétel. Regény, 1-2.; ford. Wiesner Juliska; Színes Regénytár Kiadóvállalat, Budapest, 1931 (Szines regénytár)
- Mégis kisüt a nap. Regény; ford. Szegedy Ila; Színes Regénytár Kiadóvállalat, Budapest, 1931 (Szines regénytár)
- Ha elszáll a mámor. Regény, 1-2.; ford. Urbán Eszter; Színes Regénytár Kiadóvállalat, Budapest, 1932 (Szines regénytár)
- A végzetes ékszer. Regény, 1-2.; ford. Szegedy Ila; Színes Regénytár Kiadóvállalat, Budapest, 1932 (Szines regénytár)
- Megváltó szerelem. Regény, 1-2.; ford. Kilényi Mária; Színes Regénytár Kiadóvállalat, Budapest, 1932 (Szines regénytár)
  - (A megváltó szeretet címen is)
- Lidércnyomás; ford. Bethlen Pál; Singer-Wolfner, Budapest, 1932 (Milliók könyve)
- A kis házasságszerző; ford. Wiesner Juliska; Singer-Wolfner, Budapest, 1932 (Milliók könyve)
- Add nekem a szívedet...; ford. Benedek Rózsi; Singer-Wolfner, Budapest, 1932 (Milliók könyve)
- Luc és Lonny; ford. Bethlen Pál; Singer-Wolfner, Budapest, 1932 (Milliók könyve)
- Az énekesnő; ford. Wiesner Juliska; Singer-Wolfner, Budapest, 1932 (Milliók könyve)
- Az elveszett nyakék; ford. Wiesner Juliska; Singer-Wolfner, Budapest, 1932 (Milliók könyve)
- Te vagy az élet!; ford. Wiesner Juliska; Singer-Wolfner, Budapest, 1932 (Milliók könyve)
- Az elveszett okirat. Regény; ford. Wiesner Juliska; Singer-Wolfner, Budapest, 1933 (Rózsaszín regények)
  - (Az eltűnt okirat címen is)
- Az agglegények klubja; ford. Wiesner Juliska; Singer-Wolfner, Budapest, 1933 (Milliók könyve)
- A milliomos titkár; ford. Rádai János; Singer-Wolfner, Budapest, 1933 (Milliók könyve)
- Erika és a betörők; ford. Balogh Tamás; Singer-Wolfner, Budapest, 1933 (Milliók könyve)
- Asszonyi áldozat. Regény, 1-2.; ford. Wiesner Juliska; Singer-Wolfner, Budapest, 1933
- Nővérek; ford. Wiesner Juliska; Singer-Wolfner, Budapest, 1933 (Milliók könyve)
- Tatjána titka, 1-2.; ford. Wiesner Juliska; Singer-Wolfner, Budapest, 1933 (Milliók könyve)
- A szerelem végtelen, 1-2.; ford. Pintér Mária; Singer-Wolfner, Budapest, 1933 (Milliók könyve)
- Házasságról szó sincs!; ford. Benedek Rózsi; Singer-Wolfner, Budapest, 1933 (Milliók könyve)
- A boldogság menekültje, 1-2.; ford. Fóti J. Lajos; Singer-Wolfner, Budapest, 1933 (Milliók könyve)
- És mégis a tied leszek!; ford. Ruzitska Mária; Singer-Wolfner, Budapest, 1933 (Milliók könyve)
- Szerelem... hazugság? Regény; ford. Gáspár Miklós; Színes Regénytár Kiadóvállalat, Budapest, 1933 (Szines regénytár)
- Jutta boldog lesz. Regény; ford. Szegedy Ila; Színes Regénytár Kiadóvállalat, Újpest, 1933 (Szines regénytár)
  - (Jutta megváltása címen is)
- Csoda történt. Regény, 1-2.; ford. Kilényi Mária; Színes Regénytár Kiadóvállalat, Budapest, 1934 (Szines regénytár)
- Két boldog ember; ford. Kosáryné Réz Lola; Singer-Wolfner, Budapest, 1934 (Milliók könyve)
- Szívet szívért; ford. Urbán Eszter; Singer-Wolfner, Budapest, 1934 (Milliók könyve)
- Leányvár, 1-2.; ford. Dénes Zsófia; Singer-Wolfner, Budapest, 1934 (Milliók könyve)
- Szerelem a világ körül; ford. Wiesner Juliska; Singer-Wolfner, Budapest, 1934 (Milliók könyve)
- A gyöngysor. Regény; ford. Wiesner Juliska; Singer-Wolfner, Budapest, 1934 (Courths-Mahler regényei)
- Az indiai feleség; ford. Wiesner Juliska; Singer-Wolfner, Budapest, 1934 (Milliók könyve)
- Könnyes boldogság, 1-2.; ford. Wiesner Juliska; Singer-Wolfner, Budapest, 1934 (Milliók könyve)
- Csitt szívem, csitt!, 1-2.; ford. Pintér Mária; Singer-Wolfner, Budapest, 1934 (Milliók könyve)
  - (Csitt, szívem!; Csitulj, szívem! címen is)
- Dóra a boldogságot keresi, 1-2.; ford. Wiesner Juliska; Singer-Wolfner, Budapest, 1934 (Milliók könyve)
- Különös házasság. Regény; ford. Szegedy Ila; Színes Regénytár Kiadóvállalat, Újpest, 1934 (Szines regénytár)
- A házitündér; ford. Urbán Eszter; Singer-Wolfner, Budapest, 1935 (Milliók könyve)
- Megmentő véletlen, 1-2.; ford. Wiesner Juliska; Singer-Wolfner, Budapest, 1935 (Milliók könyve)
- Szeret?; Singer-Wolfner, Budapest, 1935 (Milliók könyve)
- Hiszek benned!, 1-2.; ford. Wiesner Juliska; Singer-Wolfner, Budapest, 1935 (Milliók könyve)
- Szívek kálváriája; Singer-Wolfner, Budapest, 1935 (Milliók könyve)
- Mást szeretek!; ford. Wiesner Juliska; Singer-Wolfner, Budapest, 1935 (Milliók könyve)
- Szegény szívem...; ford. Benedek Rózsi; Singer-Wolfner, Budapest, 1935 (Milliók könyve)
- Mondd, mi a szerelem?; ford. Tábori Pál; Singer-Wolfner, Budapest, 1935 (Milliók könyve)
- A sors hullámai; ford. Radó Klára; Singer-Wolfner, Budapest, 1936 (Milliók könyve)
- Messze a boldogság. Regény, 1-2.; ford. Urbán Eszter; Singer-Wolfner, Budapest, 1936 (Milliók könyve)
- Boldog fiatalok; ford. Wiesner Juliska; Singer-Wolfner, Budapest, 1936 (Milliók könyve)
- Klára lesz a feleségem!; ford. Benedek Rózsi; Singer-Wolfner, Budapest, 1936 (Milliók könyve)
- Mindent megteszek érted. Regény; ford. Wiesner Juliska; Singer-Wolfner, Budapest, 1936 (Milliók könyve)
- Hiszek neked! Regény; ford. Radó Klára; Singer-Wolfner, Budapest, 1936 (Milliók könyve)
- Szabad szeretnem?, 1-2.; Singer-Wolfner, Budapest, 1936 (Milliók könyve)
- Kellemes csalódás. Regény, 1-2.; ford. Horváth Boriska; Singer-Wolfner, Budapest, 1936 (Milliók könyve)
- Csak érted élek. Regény, 1-2.; ford. Wiesner Juliska; Singer-Wolfner, Budapest, 1936 (Milliók könyve)
- Ez a boldogság? Regény; ford. Wiesner Juliska; Singer-Wolfner, Budapest, 1936 (Milliók könyve)
- Éva és a szerelem. Regény, 1-2.; ford. Radó Klára; Singer-Wolfner, Budapest, 1936 (Milliók könyve)
- Siddy nászútja; ford. Urbán Eszter; Singer-Wolfner, Budapest, 1937 (Courths-Mahler regényei)
- Borura derü. Regény, 1-2.; ford. Horváth Boriska; Singer-Wolfner, Budapest, 1937 (Milliók könyve)
- A szerelem hatalma. Regény; ford. Rózsa Ilona; Singer-Wolfner, Budapest, 1937 (Milliók könyve)
- Armada úrnője. Regény, 1-2.; ford. Radó Klára; Singer-Wolfner, Budapest, 1937 (Milliók könyve)

### 1989–1999[M. 1]
- A fogadott leány; ford. Kéméndyné Novelly Riza, szerk. Garamvölgyi Edit; jav. kiad.; Média, Budapest, 1989
- A visszatérő múlt; ford. Csillay Kálmán, szerk. Krisztián Imre; jav. kiad.; Média, Budapest, 1990 
  -  (Visszajár a múlt; A visszajáró múlt címen is)
- Nehéz szerelem; ford. Rácz Irén; Bastei Budapest, Budapest, 1992 (Hedwig Courths-Mahler felejthetetlen szerelmes regényei)
- Napsugár kisasszony; ford. Herceg Miklós; Bastei Budapest, Budapest, 1992 (Hedwig Courths-Mahler felejthetetlen szerelmes regényei)
- A titokzatos idegen; ford. Szalay Marianne; Bastei Budapest, Budapest, 1992 (Hedwig Courths-Mahler felejthetetlen szerelmes regényei)
- Vergődő szerelem. Regény; Tábori Piroska ford. felhasználásával; Skíz, Budapest, 1992
  -  (Nem élhetek nélküled címen is)
- Harc a boldogságért; ford. Leléné Nagy Márta; Bastei Budapest, Budapest, 1992 (Hedwig Courths-Mahler felejthetetlen szerelmes regényei)
- Veled, mindhalálig; ford. Herceg Miklós; Bastei Budapest, Budapest, 1992 (Hedwig Courths-Mahler felejthetetlen szerelmes regényei)
- Titkos mátkaság. Regény; Wiesner Juliska ford. felhasználásával; Skíz, Budapest, 1992
  -  (Meglátni és megszeretni címen is)
- Szerelem a vadonban; ford. Rácz Irén; Bastei Budapest, Budapest, 1992 (Hedwig Courths-Mahler felejthetetlen szerelmes regényei)
- A búcsúlevél; ford. Muhari Ilona; Bastei Budapest, Budapest, 1992 (Hedwig Courths-Mahler felejthetetlen szerelmes regényei)
- Akarom! Regény; Csetényi Erzsi ford. felhasználásával; Skíz, Budapest, 1992
- Szívek titka; ford. Herceg Miklós; Bastei Budapest, Budapest, 1992 (Hedwig Courths-Mahler felejthetetlen szerelmes regényei)
- A szívedre hallgass!; ford. Erdélyi Renáta; Bastei Budapest, Budapest, 1992 (Hedwig Courths-Mahler felejthetetlen szerelmes regényei)
- Az igazi asszony. Regény; Wiesner Juliska ford. felhasználásával; Skíz, Budapest, 1992 
  -  (A wollini nővérek címen is)
- Az örökség; ford. Torontály Enikő; Bastei Budapest, Budapest, 1993 (Hedwig Courths-Mahler felejthetetlen szerelmes regényei)
- Bettina asszony és a fiai; ford. Herceg Miklós; Bastei Budapest, Budapest, 1993 (Hedwig Courths-Mahler felejthetetlen szerelmes regényei)
- A szép dollárhercegnő; ford. Fülöp Gergely; Bastei Budapest, Budapest, 1993 (Hedwig Courths-Mahler felejthetetlen szerelmes regényei)
  -  (A szép Miss Lilian címen is)
- Szép ismeretlen avagy A szerénység jutalma; ford. Hesz Marianna; Bastei Budapest, Budapest, 1993 (Hedwig Courths-Mahler felejthetetlen szerelmes regényei)
- Csillogó gyémántok; ford. Leléné Nagy Márta; Bastei Budapest, Budapest, 1993 (Hedwig Courths-Mahler felejthetetlen szerelmes regényei)
- Jolande esküvője. A tét: becsület vagy boldogság; ford. Herceg Miklós; Bastei Budapest, Budapest, 1993 (Hedwig Courths-Mahler felejthetetlen szerelmes regényei)
- Alázatos szerelem; ford. Szalay Judit; Bastei Budapest, Budapest, 1993 (Hedwig Courths-Mahler felejthetetlen szerelmes regényei)
- Szívtelen mostoha; ford. Rieger Piroska; Bastei Budapest, Budapest, 1993 (Hedwig Courths-Mahler felejthetetlen szerelmes regényei)
- A Herfort nővérek; ford. Szalay Marianne; Bastei Budapest, Budapest, 1993 (Hedwig Courths-Mahler felejthetetlen szerelmes regényei)
- Merre jársz kedvesem?; ford. Leléné Nagy Márta; Bastei Budapest, Budapest, 1993 (Hedwig Courths-Mahler felejthetetlen szerelmes regényei)
- Siddy nászútja; ford. Somogyi Gyula; Bastei Budapest, Budapest, 1993 (Hedwig Courths-Mahler felejthetetlen szerelmes regényei)
- Gonoszok és tiszták; ford. Várnai Péter; Bastei Budapest, Budapest, 1993 (Hedwig Courths-Mahler felejthetetlen szerelmes regényei)
- Az amulett; ford. Herceg Miklós; Bastei Budapest, Budapest, 1993 (Hedwig Courths-Mahler felejthetetlen szerelmes regényei)
  - (A fejedelemasszony nyakéke címen is)
- Árnyékból a fényre; ford. Várnai Péter; Bastei Budapest, Budapest, 1993 (Hedwig Courths-Mahler felejthetetlen szerelmes regényei)
- Nincs visszaút; ford. Kosztolányi Klára; Bastei Budapest, Budapest, 1994 (Hedwig Courths-Mahler felejthetetlen szerelmes regényei)
- Féltestvérek; ford. Herceg Miklós; Bastei Budapest, Budapest, 1994 (Hedwig Courths-Mahler felejthetetlen szerelmes regényei)
- A nyakék; ford. Szalay Judit; Bastei Budapest, Budapest, 1994 (Hedwig Courths-Mahler felejthetetlen szerelmes regényei)
- Lélektől lélekig; ford. Szalay Judit; Bastei Budapest, Budapest, 1994 (Hedwig Courths-Mahler felejthetetlen szerelmes regényei)
- Hiába menekülsz; ford. Várnai Péter; Bastei Budapest, Budapest, 1994 (Hedwig Courths-Mahler regényei)
- Egy boldogtalan asszony. Drámai történet egy önfeláldozó szerelemről; ford. Fürst Anna; Bastei Budapest, Budapest, 1994 (Hedwig Courths-Mahler felejthetetlen szerelmes regényei)
- Te vagy a mindenem. Egy lány szenvedése és boldogsága; ford. Szirmai Éva; Bastei Budapest, Budapest, 1994 (Hedwig Courths-Mahler felejthetetlen szerelmes regényei)
- Vezeklés; ford. Herceg Miklós; Bastei Budapest, Budapest, 1994 (Hedwig Courths-Mahler felejthetetlen szerelmes regényei)
- Az álvőlegény; ford. Hesz Marianna; Bastei Budapest, Budapest, 1994 (Hedwig Courths-Mahler felejthetetlen szerelmes regényei)
  -  (A színleges férj címen is)
- Magdalena áldozata; ford. Szalay Judit; Bastei Budapest, Budapest, 1994 (Hedwig Courths-Mahler regényei)
  -  (Magdala önfeláldozása címen is)
- Más felesége; ford. Herceg Miklós; Bastei Budapest, Budapest, 1994 (Hedwig Courths-Mahler felejthetetlen szerelmes regényei)
- Mindenható szerelem; ford. Menkó Krisztián; Bastei Budapest, Budapest, 1994 (Hedwig Courths-Mahler regényei)
  - (Mindent legyőz a szerelem címen is)
- Mind bűnösök vagyunk; ford. Torontály Enikő; Bastei Budapest, Budapest, 1994 (Hedwig Courths-Mahler felejthetetlen szerelmes regényei)
- Szótlan szívek; ford. Várnai Péter; Bastei Budapest, Budapest, 1994 (Hedwig Courths-Mahler regényei)
- Szigethercegnő; ford. Szirmai Éva; Bastei Budapest, Budapest, 1994 (Hedwig Courths-Mahler regényei)
- Vörös rózsák; ford. Herceg Miklós; Bastei Budapest, Budapest, 1994 (Hedwig Courths-Mahler regényei)
- Szilvalekvár és vörös rózsák. Receptek és történetek a híres írónő tollából; szerk. Isolde Grunwald, ford. Szirmai Éva, Oroszlán Klára; Bastei Budapest, Budapest, 1994
- A büszkeség béklyójában; ford. Búvári Márta; Bastei Budapest, Budapest, 1995 (Hedwig Courths-Mahler regényei)
  -  (A névtelen titka címen is)
- Griseldis álma; ford. Lőrincz Gudrun; Bastei Budapest, Budapest, 1995 (Hedwig Courths-Mahler regényei)
  -  (Griseldis címen is)
- Idegenben; ford. Weirach Wér Vilmos; Bastei Budapest, Budapest, 1995 (Hedwig Courths-Mahler regényei)
  -  (Idegen országban címen is)
- Távol, mégis oly közel...; ford. Várnai Péter; Bastei Budapest, Budapest, 1995 (Hedwig Courths-Mahler felejthetetlen szerelmes regényei)
- Nem mondhatom el neked; ford. Hajós Barbara; Bastei Budapest, Budapest, 1995 (Hedwig Courths-Mahler felejthetetlen szerelmes regényei)
- Különös testamentum; ford. Várnai Péter; Bastei Budapest, Budapest, 1995 (Hedwig Courths-Mahler regényei)
- Kolduskirálylány; ford. Ódor László; Bastei Budapest, Budapest, 1995 (Hedwig Courths-Mahler felejthetetlen szerelmes regényei)
  - (Koldus grófkisasszony; A koldusprincesz címen is)
- Borúra derű. A bájos Freda bánata és boldogsága; ford. Komáromy Rudolf; Bastei Budapest, Budapest, 1995 (Hedwig Courths-Mahler felejthetetlen szerelmes regényei)
- Menyasszony szökésben; ford. Wirth Irén; Bastei Budapest, Budapest, 1995 (Hedwig Courths-Mahler felejthetetlen szerelmes regényei)
- Aranyhajú boszorkány; ford. Haunold-Vatai Katalin; Bastei Budapest, Budapest, 1995 (Hedwig Courths-Mahler regényei)
- Számkivetettek; ford. Szájer Zoltán; Bastei Budapest, Budapest, 1995 (Hedwig Courths-Mahler regényei)
- A szív jogán; ford. Herceg Miklós; Bastei Budapest, Budapest, 1995 (Hedwig Courths-Mahler felejthetetlen szerelmes regényei)
- Büszke hallgatás; ford. Kosztolányi Klára; Bastei Budapest, Budapest, 1995 (Hedwig Courths-Mahler felejthetetlen szerelmes regényei)
- Tévelygő lelkek; ford. Szalay Judit; Bastei Budapest, Budapest, 1995 (Hedwig Courths-Mahler regényei)
- Titkos szerelem; ford. Wirth Irén; Bastei Budapest, Budapest, 1995 (Hedwig Courths-Mahler felejthetetlen szerelmes regényei)
- Retzbach úrnője; ford. Szirmai Éva; Bastei Budapest, Budapest, 1995 (Hedwig Courths-Mahler regényei)
- A hűség jutalma; ford. Leléné Nagy Márta; Bastei Budapest, Budapest, 1995 (Hedwig Courths-Mahler felejthetetlen szerelmes regényei)
- Csendes tó; ford. Haunold-Vatai Katalin; Bastei Budapest, Budapest, 1995 (Hedwig Courths-Mahler regényei)
- Szegény kis Anni; ford. Szirmai Éva; Bastei Budapest, Budapest, 1995 (Hedwig Courths-Mahler regényei)
- Eljő a mi napunk; ford. Szájer Zoltán; Bastei Budapest, Budapest, 1995 (Hedwig Courths-Mahler regényei)
- A kitagadott lány. Tövises út a boldogsághoz; ford. Gémesi Róbert; Bastei Budapest, Budapest, 1995 (Hedwig Courths-Mahler felejthetetlen szerelmes regényei)
- Kettős vonzásban. Szerelem és féltékenység egy nemesi birtokon; ford. Becher Ákos; Bastei Budapest, Budapest, 1995 (Hedwig Courths-Mahler felejthetetlen szerelmes regényei)
- Armada úrnője; ford. Komáromy Rudolf; Bastei Budapest, Budapest, 1995 (Hedwig Courths-Mahler regényei)
- Rudolf bácsi öröksége; ford. Búvári Márta; Bastei Budapest, Budapest, 1995 (Hedwig Courths-Mahler regényei)
- Házasság balkézről; ford. Maros Magdolna; Bastei Budapest, Budapest, 1996 (Hedwig Courths-Mahler felejthetetlen szerelmes regényei)
- A feldeggi árva; ford. Kosztolányi Klára; Bastei Budapest, Budapest, 1996 (Hedwig Courths-Mahler felejthetetlen szerelmes regényei)
- Könnyek árja; ford. Maros Magdolna; Bastei Budapest, Budapest, 1996 (Hedwig Courths-Mahler felejthetetlen szerelmes regényei)
- A varázsgyűrű; ford. Komáromy Rudolf; Bastei Budapest, Budapest, 1996 (Hedwig Courths-Mahler regényei)
- Kitaszítva; ford. Komáromy Rudolf; Bastei Budapest, Budapest, 1996 (Hedwig Courths-Mahler regényei)
- Hét határon át; ford. Várnai Péter; Bastei Budapest, Budapest, 1996 (Hedwig Courths-Mahler regényei)
- Hajsza az örökségért; ford. Szalay Marianne; Bastei Budapest, Budapest, 1996 (Hedwig Courths-Mahler felejthetetlen szerelmes regényei)
- Lissa révbe ér; ford. Komáromy Rudolf; Bastei Budapest, Budapest, 1996 (Hedwig Courths-Mahler regényei)
- Csalogány; ford. Kosztolányi Klára; Bastei Budapest, Budapest, 1996 (Hedwig Courths-Mahler felejthetetlen szerelmes regényei)
- Rögös út a boldogsághoz; ford. Komáromy Rudolf; Bastei Budapest, Budapest, 1996 (Hedwig Courths-Mahler regényei)
- A mosónő lánya; ford. Komáromy Rudolf; Bastei Budapest, Budapest, 1996 (Hedwig Courths-Mahler regényei)
- Ártatlanul vezekelve; ford. Kohajda Gizella; Bastei Budapest, Budapest, 1996 (Hedwig Courths-Mahler felejthetetlen szerelmes regényei)
- Megváltó szerelem; ford. Szalay Judit; Bastei Budapest, Budapest, 1996 (Hedwig Courths-Mahler felejthetetlen szerelmes regényei)
  - (A megváltó szeretet címen is)
- Megtalált boldogság; ford. Szalay Judit; Bastei Budapest, Budapest, 1996 (Hedwig Courths-Mahler felejthetetlen szerelmes regényei)
- A Rodenbergek öröksége; ford. Várnai Péter; Bastei Budapest, Budapest, 1996 (Hedwig Courths-Mahler felejthetetlen szerelmes regényei)
- Örökkön-örökké veled; ford. Várnai Péter; Bastei Budapest, Budapest, 1996 (Hedwig Courths-Mahler felejthetetlen szerelmes regényei)
- Lahori napsugara; ford. Fürst Anna; Bastei Budapest, Budapest, 1996 (Hedwig Courths-Mahler felejthetetlen szerelmes regényei)
- Emelt fővel; ford. Wirth Irén; Bastei Budapest, Budapest, 1996 (Hedwig Courths-Mahler regényei)
- Dorrit meg a húga; ford. Komáromy Rudolf; Bastei Budapest, Budapest, 1996 (Hedwig Courths-Mahler regényei)
- Megmentelek magamnak; ford. Várnai Péter; Bastei Budapest, Budapest, 1996 (Hedwig Courths-Mahler felejthetetlen szerelmes regényei)
- Földi paradicsom; ford. Jelenics Krisztina; Bastei Budapest, Budapest, 1996 (Hedwig Courths-Mahler felejthetetlen szerelmes regényei)
- Boldogság szigete; ford. Jelenics Krisztina; Bastei Budapest, Budapest, 1996 (Hedwig Courths-Mahler felejthetetlen szerelmes regényei)
- Elátkozott sziklák avagy A féltékenység rossz tanácsadó; ford. Haunold-Vatai Katalin; Bastei Budapest, Budapest, 1996 (Hedwig Courths-Mahler felejthetetlen szerelmes regényei)
- Diana; ford. Komáromy Rudolf; Bastei Budapest, Budapest, 1996 (Hedwig Courths-Mahler regényei)
- A játszmának vége; ford. Kosztolányi Klára; Bastei Budapest, Budapest, 1996 (Hedwig Courths-Mahler felejthetetlen szerelmes regényei)
- Minden út összefut; ford. Kosztolányi Klára; Bastei Budapest, Budapest, 1996 (Hedwig Courths-Mahler felejthetetlen szerelmes regényei)
- Édes kis úrnőm!; ford. Szalay Marianne; Bastei Budapest, Budapest, 1996 (Hedwig Courths-Mahler felejthetetlen szerelmes regényei)
- Dráma az udvarházban. A kísértetkastély ifjú úrnője; ford. Maros Magdolna; Bastei Budapest, Budapest, 1996 (Hedwig Courths-Mahler felejthetetlen szerelmes regényei)
- Titkok titka; ford. Várnai Péter; Bastei Budapest, Budapest, 1996 (Hedwig Courths-Mahler felejthetetlen szerelmes regényei)
- Viharfelhők alatt; ford. Várnai Péter; Bastei Budapest, Budapest, 1996 (Hedwig Courths-Mahler felejthetetlen szerelmes regényei)
- Az elrabolt ereklye; ford. Komáromy Rudolf; Bastei Budapest, Budapest, 1996 (Hedwig Courths-Mahler regényei)
- Lotti házassága; ford. Szalay Judit; Bastei Budapest, Budapest, 1996 (Hedwig Courths-Mahler regényei)
  -  (Liselotte házassága címen is)
- Szívem királynője. A sors nem marad adósa senkinek; ford. Kohajda Gizella; Bastei Budapest, Budapest, 1997 (Hedwig Courths-Mahler felejthetetlen szerelmes regényei)
- A végrendelet záradéka. Regény egy különös következményekkel járó örökségről; ford. Maros Magdolna; Bastei Budapest, Budapest, 1997 (Hedwig Courths-Mahler felejthetetlen szerelmes regényei)
- Helen szerelme; ford. Kispál Andrea; Bastei Budapest, Budapest, 1997 (Hedwig Courths-Mahler felejthetetlen szerelmes regényei)
- Kései szerelem; ford. Boda Ferenc; Bastei Budapest, Budapest, 1997 (Hedwig Courths-Mahler felejthetetlen szerelmes regényei)
- Felicitas két szerelme; ford. Halmos Judit; Bastei Budapest, Budapest, 1997 (Hedwig Courths-Mahler felejthetetlen szerelmes regényei)
- Az igazság pillanata; ford. Kohajda Gizella; Bastei Budapest, Budapest, 1997 (Hedwig Courths-Mahler felejthetetlen szerelmes regényei)
- A színésznő lánya; ford. Falvay Dóra; Bastei Budapest, Budapest, 1997 (Hedwig Courths-Mahler regényei)
- Az indiai feleség; ford. Kohajda Gizella; Bastei Budapest, Budapest, 1997 (Hedwig Courths-Mahler regényei)
- A tiszttartóék lánya; ford. Falvay Dóra; Bastei Budapest, Budapest, 1997 (Hedwig Courths-Mahler felejthetetlen szerelmes regényei)
- Engedj utamra!; ford. Boda Ferenc; Bastei Budapest, Budapest, 1997 (Hedwig Courths-Mahler felejthetetlen szerelmes regényei)
- Drága lányka; ford. Komáromy Rudolf; Bastei Budapest, Budapest, 1997 (Hedwig Courths-Mahler regényei)
- Rejtőzködő szerelem; ford. Komáromy Rudolf; Bastei Budapest, Budapest, 1997 (Hedwig Courths-Mahler regényei)
- Tündöklő múlt; ford. Mohácsi Árpád; Bastei Budapest, Budapest, 1997 (Hedwig Courths-Mahler felejthetetlen szerelmes regényei)
- Dorothyért mindent!; ford. Boda Ferenc; Bastei Budapest, Budapest, 1997 (Hedwig Courths-Mahler felejthetetlen szerelmes regényei)
- Elsikkasztott boldogság; ford. Komáromy Rudolf; Bastei Budapest, Budapest, 1997 (Hedwig Courths-Mahler regényei)
- A hűtlen asszony; ford. Kohajda Gizella; Bastei Budapest, Budapest, 1997 (Hedwig Courths-Mahler felejthetetlen szerelmes regényei)
- Tündérujjak. Az ezüstkazetta titka; ford. Maros Magdolna; Bastei Budapest, Budapest, 1997 (Hedwig Courths-Mahler felejthetetlen szerelmes regényei)
- Titkos küldetés; ford. Komáromy Rudolf; Bastei Budapest, Budapest, 1997 (Hedwig Courths-Mahler regényei)
- Sorsdöntő vallomás; ford. Komáromy Rudolf; Bastei Budapest, Budapest, 1997 (Hedwig Courths-Mahler regényei)
- Két asszony; ford. Komáromy Rudolf; Bastei Budapest, Budapest, 1997 (Hedwig Courths-Mahler regényei)
- A végzetes levél; ford. Komáromy Rudolf; Bastei Budapest, Budapest, 1997 (Hedwig Courths-Mahler regényei)
- Nélküled nincs boldogság; ford. Kohajda Gizella; Bastei Budapest, Budapest, 1997 (Hedwig Courths-Mahler felejthetetlen szerelmes regényei)
- Sanna házassága; ford. Maros Magdolna; Bastei Budapest, Budapest, 1997 (Hedwig Courths-Mahler felejthetetlen szerelmes regényei)
- Boldog szívek; ford. Szerémy-Mertz Hanna; Bastei Budapest, Budapest, 1997 (Hedwig Courths-Mahler felejthetetlen szerelmes regényei)
- Idegen égbolt alatt; ford. Maros Magdolna; Bastei Budapest, Budapest, 1997 (Hedwig Courths-Mahler felejthetetlen szerelmes regényei)
- Gyökértelenül; ford. Kohajda Gizella; Bastei Budapest, Budapest, 1997 (Hedwig Courths-Mahler felejthetetlen szerelmes regényei)
- Vissza a szülőföldre; ford. Maros Magdolna; Bastei Budapest, Budapest, 1997 (Hedwig Courths-Mahler felejthetetlen szerelmes regényei)
- Becsületbeli ügy; ford. Várnai Péter; Bastei Budapest, Budapest, 1997 (Hedwig Courths-Mahler felejthetetlen szerelmes regényei)
- Átváltozások; ford. Komáromy Rudolf; Bastei Budapest, Bp., 1997 (Hedwig Courths-Mahler regényei)
- Magamért szeress!; ford. Várnai Péter; Bastei Budapest, Budapest, 1997 (Hedwig Courths-Mahler regényei)
- Mondd, mi a szerelem?; ford. Kispál Andrea; Bastei Budapest, Budapest, 1997 (Hedwig Courths-Mahler felejthetetlen szerelmes regényei)
- Engesztelő szeretet; ford. Maros Magdolna; Bastei Budapest, Budapest, 1997 (Hedwig Courths-Mahler felejthetetlen szerelmes regényei)
- Hamupipőke és a dollárherceg; ford. Maros Magdolna; Bastei Budapest, Budapest, 1997 (Hedwig Courths-Mahler felejthetetlen szerelmes regényei)
  - (A dollárherceg jegyese címen is)
- Az elveszett gyűrű; ford. Kispál Andrea; Bastei Budapest, Budapest, 1997 (Hedwig Courths-Mahler felejthetetlen szerelmes regényei)
- A bükkösben; ford. Boda Ferenc; Bastei Budapest, Budapest, 1997 (Hedwig Courths-Mahler felejthetetlen szerelmes regényei)
  - (A bükkös mélyén címen is)
- A wollini nővérek; ford. Kispál Andrea; Bastei Budapest, Budapest, 1997 (Hedwig Courths-Mahler felejthetetlen szerelmes regényei)
  -  (Az igazi asszony címen is)
- Szeret, nem szeret...?; ford. Maros Magdolna; Bastei Budapest, Budapest, 1997 (Hedwig Courths-Mahler felejthetetlen szerelmes regényei)
- Az eltűnt okirat; ford. Komáromy Rudolf; Bastei Budapest, Budapest, 1997 (Hedwig Courths-Mahler regényei)
  -  (Az elveszett okirat címen is)
- A ballépés; ford. Bíró Péter; Bastei Budapest, Budapest, 1998 (Hedwig Courths-Mahler felejthetetlen szerelmes regényei)
- Mi lesz veled, Lori?; ford. Baán Szilvia; Bastei Budapest, Budapest, 1998 (Hedwig Courths-Mahler felejthetetlen szerelmes regényei)
- A duhaj kapitány; ford. Maros Magdolna; Bastei Budapest, Budapest, 1998 (Hedwig Courths-Mahler felejthetetlen szerelmes regényei)
- Merj boldog lenni!; ford. Falvay Dóra; Bastei Budapest, Budapest, 1998 (Hedwig Courths-Mahler felejthetetlen szerelmes regényei)
- Engedj a szívedhez!; ford. Maros Magdolna; Bastei Budapest, Budapest, 1998 (Hedwig Courths-Mahler regényei)
- Légy a feleségem!; ford. Erdélyi Margit; Bastei Budapest, Budapest, 1998 (Hedwig Courths-Mahler felejthetetlen szerelmes regényei)
- Maja boldogsága; ford. Boda Ferenc; Bastei Budapest, Budapest, 1998 (Hedwig Courths-Mahler felejthetetlen szerelmes regényei)
- Hozzád megyek feleségül; ford. Falvay Dóra; Bastei Budapest, Budapest, 1998 (Hedwig Courths-Mahler felejthetetlen szerelmes regényei)
- Titkos kézfogó; ford. Kohajda Gizella; Bastei Budapest, Budapest, 1998 (Hedwig Courths-Mahler regényei)
- Erika; ford. Erdélyi Margit; Bastei Budapest, Budapest, 1998 (Hedwig Courths-Mahler felejthetetlen szerelmes regényei)
- Makrancos szív; ford. Boda Ferenc; Bastei Budapest, Budapest, 1998 (Hedwig Courths-Mahler felejthetetlen szerelmes regényei)
- Higgy a csodában!; ford. Bíró Péter; Bastei Budapest, Budapest, 1998 (Hedwig Courths-Mahler felejthetetlen szerelmes regényei)
- Kegyes hazugság. Mi a varázslatos Felizitas nagy titka?; ford. Maros Magdolna; Bastei Budapest, Budapest, 1998 (Hedwig Courths-Mahler felejthetetlen szerelmes regényei)
- A szerelem erejével. Egy megtört asszonyi szív titka; ford. Maros Magdolna; Bastei Budapest, Budapest, 1998 (Hedwig Courths-Mahler felejthetetlen szerelmes regényei)
- Mást szeretek. Egy csalódott lány hazugságba menekül; ford. Kohajda Gizella; Bastei Budapest, Budapest, 1998 (Hedwig Courths-Mahler felejthetetlen szerelmes regényei)
- Házasságból szerelem. Egy nemes, önfeláldozó szív jutalma; ford. Erdélyi Margit; Bastei Budapest, Budapest, 1998 (Hedwig Courths-Mahler felejthetetlen szerelmes regényei)
- A fátyolos hölgy. A vártorony titkára fény derül; ford. Maros Magdolna; Bastei Budapest, Budapest, 1998 (Hedwig Courths-Mahler felejthetetlen szerelmes regényei)
  - (A lefátyolozott hölgy címen is)
- Árva gerlicém; ford. Komáromy Rudolf; Bastei Budapest, Budapest, 1998 (Hedwig Courths-Mahler regényei)
- Kalifornia szépe; ford. Komáromy Rudolf; Bastei Budapest, Budapest, 1998 (Hedwig Courths-Mahler regényei)
- Az amazon; ford. Falvay Dóra; Bastei Budapest, Budapest, 1998 (Hedwig Courths-Mahler felejthetetlen szerelmes regényei)
- A fogadott lány; ford. Erdélyi Margit; Bastei Budapest, Budapest, 1998 (Hedwig Courths-Mahler felejthetetlen szerelmes regényei)
- Rangon alul; ford. Komáromy Rudolf; Bastei Budapest, Budapest, 1998 (Hedwig Courths-Mahler regényei)
- A filmcsillag; ford. Komáromy Rudolf; Bastei Budapest, Budapest, 1998 (Hedwig Courths-Mahler regényei)
- Bocsáss meg, Lore!; ford. Falvay Dóra; Bastei Budapest, Budapest, 1998 (Hedwig Courths-Mahler regényei)
  - (Bocsáss meg Lóri! címen is)
- Szerelemvágy; ford. Maros Magdolna; Bastei Budapest, Budapest, 1998 (Hedwig Courths-Mahler felejthetetlen szerelmes regényei)
- Hajadonvár; ford. Maros Magdolna; Bastei Budapest, Budapest, 1998 (Hedwig Courths-Mahler felejthetetlen szerelmes regényei)
- A szép Randolf lányok; ford. Komáromy Rudolf; Bastei Budapest, Budapest, 1998 (Hedwig Courths-Mahler regényei)
  - (A három Randolf leány címen is)
- Csábító örökség; ford. Komáromy Rudolf; Bastei Budapest, Budapest, 1998 (Hedwig Courths-Mahler regényei)
- Gazdátlan szív; ford. Kohajda Gizella; Bastei Budapest, Budapest, 1998 (Hedwig Courths-Mahler regényei)
- Lolo hercegnő; ford. Komáromy Rudolf; Bastei Budapest, Budapest, 1998 (Hedwig Courths-Mahler regényei)
- Ha ketten szeretik egymást; ford. Szalay Marianne; Bastei Budapest, Budapest, 1998 (Hedwig Courths-Mahler felejthetetlen szerelmes regényei)
- Miért oly nehéz a szívem?; ford. Bíró Péter; Bastei Budapest, Budapest, 1998 (Hedwig Courths-Mahler felejthetetlen szerelmes regényei)
- Jutta megváltása; ford. Várnai Péter; Bastei Budapest, Budapest, 1998 (Hedwig Courths-Mahler regényei)
  - (Jutta boldog lesz címen is)
- Megszenvedett boldogság; ford. Komáromy Rudolf; Bastei Budapest, Budapest, 1998 (Hedwig Courths-Mahler regényei)
- Fény és árnyék; ford. Erdélyi Margit; Bastei Budapest, Budapest, 1998 (Hedwig Courths-Mahler felejthetetlen szerelmes regényei)
  - (Fény és homály címen is)
- Végzetes mámor; ford. Boda Ferenc; Bastei Budapest, Budapest, 1998 (Hedwig Courths-Mahler felejthetetlen szerelmes regényei)
- Csitulj, szívem!; ford. Maros Magdolna; Bastei Budapest, Budapest, 1998 (Hedwig Courths-Mahler felejthetetlen szerelmes regényei)
  -  (Csitt szívem, csitt!; Csitt, szívem! címen is)
- Szigethercegnő; ford. Maros Magdolna; Bastei Budapest, Budapest, 1999 (Hedwig Courths-Mahler felejthetetlen szerelmes regényei)
- Magdalena áldozata; ford. Simon Judit; Bastei Budapest, Budapest, 1999 (Hedwig Courths-Mahler felejthetetlen szerelmes regényei)
  - (Magdala önfeláldozása címen is)
- Várj reám!; ford. Bíró Péter; Bastei Budapest, Budapest, 1999 (Hedwig Courths-Mahler felejthetetlen szerelmes regényei)
- Úrnő a javából; ford. Kohajda Gizella; Bastei Budapest, Budapest, 1999 (Hedwig Courths-Mahler felejthetetlen szerelmes regényei)
- Lajos király védence; ford. Falvay Dóra; Bastei Budapest, Budapest, 1999 (Hedwig Courths-Mahler felejthetetlen szerelmes regényei)
- Anyai szív; ford. Boda Ferenc; Bastei Budapest, Budapest, 1999 (Hedwig Courths-Mahler felejthetetlen szerelmes regényei)
- A szívedre hallgass!; ford. Herceg Miklós; Bastei Budapest, Budapest, 1999 (Hedwig Courths-Mahler regényei)
- A becsület ára; ford. Falvay Dóra; Bastei Budapest, Budapest, 1999 (Hedwig Courths-Mahler felejthetetlen szerelmes regényei)
- A szívem mélyén; ford. Bíró Péter; Bastei Budapest, Budapest, 1999 (Hedwig Courths-Mahler felejthetetlen szerelmes regényei)
- Bátraké a szerencse; ford. Kohajda Gizella; Bastei Budapest, Budapest, 1999 (Hedwig Courths-Mahler felejthetetlen szerelmes regényei)
- A legszentebb törvény; ford. Várnai Péter; Bastei Budapest, Budapest, 1999 (Hedwig Courths-Mahler felejthetetlen szerelmes regényei)
- Dacolj a világgal!; ford. Komáromy Rudolf; Bastei Budapest, Budapest, 1999 (Hedwig Courths-Mahler regényei)
- Judy esküje; ford. Falvay Dóra; Bastei Budapest, Budapest, 1999 (Hedwig Courths-Mahler felejthetetlen szerelmes regényei)
- Együtt a csúcsra; ford. Bíró Péter; Bastei Budapest, Budapest, 1999 (Hedwig Courths-Mahler felejthetetlen szerelmes regényei)
- A búcsúlevél; ford. Várnai Péter; Bastei Budapest, Budapest, 1999 (Hedwig Courths-Mahler regényei)
- Az ellopott örökség; ford. Boda Ferenc; Bastei Budapest, Budapest, 1999 (Hedwig Courths-Mahler felejthetetlen szerelmes regényei)
- Aranybilincs; ford. Komáromy Rudolf; Bastei Budapest, Budapest, 1999 (Hedwig Courths-Mahler regényei)
- Menekülés a boldogságba; ford. Falvay Dóra; Bastei Budapest, Budapest, 1999 (Hedwig Courths-Mahler felejthetetlen szerelmes regényei)
- Valerie; ford. Maros Magdolna; Bastei Budapest, Budapest, 1999 (Hedwig Courths-Mahler felejthetetlen szerelmes regényei)
- Ibolyát Hennynek; ford. Komáromy Rudolf; Bastei Budapest, Budapest, 1999 (Hedwig Courths-Mahler regényei)
- Otthon, édes otthon; ford. Kohajda Gizella; Bastei Budapest, Budapest, 1999 (Hedwig Courths-Mahler felejthetetlen szerelmes regényei)
- A lady hasonmása; ford. Boda Ferenc; Bastei Budapest, Budapest, 1999 (Hedwig Courths-Mahler felejthetetlen szerelmes regényei)
- Tiéd a szívem; ford. Bíró Péter; Bastei Budapest, Budapest, 1999 (Hedwig Courths-Mahler felejthetetlen szerelmes regényei)
- Siddy nászútja; ford. Várnai Péter; Bastei Budapest, Budapest, 1999 (Hedwig Courths-Mahler regényei)
- Mona kálváriája; ford. Petri Ágnes; Bastei Budapest, Budapest, 1999 (Hedwig Courths-Mahler felejthetetlen szerelmes regényei)
- Hiszek benned; ford. Purczeld Katalin; Bastei Budapest, Budapest, 1999 (Hedwig Courths-Mahler felejthetetlen szerelmes regényei)
- Mindenható szerelem; ford. Várnai Péter; Bastei Budapest, Budapest, 1999 (Hedwig Courths-Mahler felejthetetlen szerelmes regényei)
  - (Mindent legyőz a szerelem címen is)
- Dorrit veszélyben; ford. Komáromy Rudolf; Bastei Budapest, Budapest, 1999 (Hedwig Courths-Mahler regényei)
- Nem élhetek nélküled; ford. Komáromy Rudolf; Bastei Budapest, Budapest, 1999 (Hedwig Courths-Mahler regényei)
  -  (Vergődő szerelem címen is)
- Meglátni és megszeretni; ford. Boda Ferenc; Bastei Budapest, Budapest, 1999 (Hedwig Courths-Mahler felejthetetlen szerelmes regényei)
  -  (Titkos mátkaság címen is)

### 2000–2009
- Rudolf bácsi öröksége; ford. Maros Magdolna; Bastei Budapest, Budapest, 2000 (Hedwig Courths-Mahler felejthetetlen szerelmes regényei)
- Lélektől lélekig; ford. Kohajda Gizella; Bastei Budapest, Budapest, 2000 (Hedwig Courths-Mahler regényei)
- Szép ismeretlen; ford. Kohajda Gizella; Bastei Budapest, Budapest, 2000 (Hedwig Courths-Mahler regényei)
- Eljő a mi napunk; ford. Simon Judit; Bastei Budapest, Budapest, 2000 (Hedwig Courths-Mahler felejthetetlen szerelmes regényei)
- Számkivetettek; ford. Fábián Sebestyén; Bastei Budapest, Budapest, 2000 (Hedwig Courths-Mahler felejthetetlen szerelmes regényei)
- Jolande esküvője; ford. Kohajda Gizella; Bastei Budapest, Budapest, 2000 (Hedwig Courths-Mahler regényei)
- Szerelem a vadonban; ford. Kohajda Gizella; Bastei Budapest, Budapest, 2000 (Hedwig Courths-Mahler regényei)
- Az örökség; ford. Boda Ferenc; Bastei Budapest, Budapest, 2000 (Hedwig Courths-Mahler regényei)
- Szívtelen mostoha; ford. Végh Ildikó; Bastei Budapest, Budapest, 2000 (Hedwig Courths-Mahler regényei)
- Bettina asszony és a fiai; ford. Bíró Péter; Bastei Budapest, Budapest, 2000 (Hedwig Courths-Mahler regényei)
- Az álvőlegény; ford. Petri Ágnes; Bastei Budapest, Budapest, 2000 (Hedwig Courths-Mahler regényei)
  -  (A színleges férj címen is)
- Griseldis álma; ford. Petri Ágnes; Bastei Budapest, Budapest, 2000 (Hedwig Courths-Mahler felejthetetlen szerelmes regényei)
  -  (Griseldis címen is)
- A szép dollárhercegnő; ford. Fábián Sebestyén; Bastei Budapest, Budapest, 2000 (Hedwig Courths-Mahler regényei)
  -  (A szép Miss Lilian címen is)
- Titkos szerelem; ford. Falvay Dóra; Bastei Budapest, Budapest, 2001 (Hedwig Courths-Mahler felejthetetlen szerelmes regényei)
- Mind bűnösök vagyunk; ford. Várnai Péter; Bastei Budapest, Budapest, 2001 (Hedwig Courths-Mahler felejthetetlen szerelmes regényei)
- Te vagy a mindenem; ford. Szalay Judit; Bastei Budapest, Budapest, 2001 (Hedwig Courths-Mahler regényei)
- A hűség jutalma; ford. Fábián Sebestyén; Bastei Budapest, Budapest, 2001 (Hedwig Courths-Mahler felejthetetlen szerelmes regényei)
- Nincs visszaút; ford. Kohajda Gizella; Bastei Budapest, Budapest, 2001 (Hedwig Courths-Mahler felejthetetlen szerelmes regényei)
- A szív jogán; ford. Falvay Dóra; Bastei Budapest, Budapest, 2001 (Hedwig Courths-Mahler felejthetetlen szerelmes regényei)
- Féltestvérek; ford. Falvay Dóra; Bastei Budapest, Budapest, 2001 (Hedwig Courths-Mahler regényei)
- A nyakék; ford. Kohajda Gizella; Bastei Budapest, Budapest, 2001 (Hedwig Courths-Mahler regényei)
- Büszke hallgatás; ford. Maros Magdolna; Bastei Budapest, Budapest, 2001 (Hedwig Courths-Mahler regényei)
- Más felesége; ford. Falvay Dóra; Bastei Budapest, Budapest, 2001 (Hedwig Courths-Mahler regényei)
- Megszenvedett boldogság; ford. Erdélyi Margit; Bastei Budapest, Budapest, 2001 (Hedwig Courths-Mahler felejthetetlen szerelmes regényei)
- Retzbach úrnője; ford. Kohajda Gizella; Bastei Budapest, Budapest, 2001 (Hedwig Courths-Mahler felejthetetlen szerelmes regényei)
- Dorrit öröksége. A "Dorrit veszélyben" című regény második része; ford. Komáromy Rudolf; Bastei Budapest, Budapest, 2001 (Hedwig Courths-Mahler felejthetetlen szerelmes regényei)
- Kolduskirálylány; ford. Maros Magdolna; EX-BB, Budapest, 2002 (Hedwig Courths-Mahler felejthetetlen szerelmes regényei)
  - (Koldus grófkisasszony; A koldusprincesz címen is)
- Nem szerethetlek. Az "Aranybilincs" című regény folytatása; ford. Komáromy Rudolf; EX-BB, Budapest, 2002 (Hedwig Courths-Mahler felejthetetlen szerelmes regényei)
- Távol, mégis oly közel; ford. Bethlen Katalin; EX-BB, Budapest, 2002 (Hedwig Courths-Mahler felejthetetlen szerelmes regényei)
- Nem mondhatom el neked; ford. Makáry Kata; EX-BB, Budapest, 2002 (Hedwig Courths-Mahler felejthetetlen szerelmes regényei)
- Borúra derű; ford. Maros Magdolna; Bastei Budapest, Budapest, 2002 (Hedwig Courths-Mahler felejthetetlen szerelmes regényei)
- A kitagadott lány; ford. Kohajda Gizella; Bastei Budapest, Budapest, 2002 (Hedwig Courths-Mahler felejthetetlen szerelmes regényei)
- Egy boldogtalan asszony; ford. Imre Ferenc; Bastei Budapest, Budapest, 2002 (Hedwig Courths-Mahler felejthetetlen szerelmes regényei)
- Kettős vonzásban; ford. Kohajda Gizella; Bastei Budapest, Budapest, 2002 (Hedwig Courths-Mahler felejthetetlen szerelmes regényei)
- Vezeklés; ford. Maros Magdolna; Bastei Budapest, Budapest, 2002 (Hedwig Courths-Mahler felejthetetlen szerelmes regényei)
- Menyasszony szökésben; ford. Bethlen Katalin; Bastei Budapest, Budapest, 2002 (Hedwig Courths-Mahler felejthetetlen szerelmes regényei)
- Elátkozott sziklák; ford. Schaefer Éva; EX-BB, Budapest, 2002 (Hedwig Courths-Mahler felejthetetlen szerelmes regényei)
- Ibolyát Hennynek; ford. Várnai Péter; EX-BB, Budapest, 2002 (Hedwig Courths-Mahler felejthetetlen szerelmes regényei)
- Engesztelő szeretet; ford. Simon Jolán; EX-BB, Budapest, 2003 (Hedwig Courths-Mahler felejthetetlen szerelmes regényei)
- Engedj utamra!; ford. Kohajda Gizella; EX-BB, Budapest, 2003 (Hedwig Courths-Mahler felejthetetlen szerelmes regényei)
- Titkok titka; ford. Fábián Sebestyén; EX-BB, Budapest, 2003 (Hedwig Courths-Mahler felejthetetlen szerelmes regényei)
- Hajsza az örökségért; ford. Kohajda Gizella; EX-BB, Budapest, 2003 (Hedwig Courths-Mahler felejthetetlen szerelmes regényei)
- Felicitas két szerelme; ford. Gaál Edit; EX-BB, Budapest, 2003 (Hedwig Courths-Mahler felejthetetlen szerelmes regényei)
- Tündöklő múlt; ford. Gaál Edit; EX-BB, Budapest, 2003 (Hedwig Courths-Mahler felejthetetlen szerelmes regényei)
- Boldog szívek; ford. Gaál Edit; EX-BB, Budapest, 2003 (Hedwig Courths-Mahler felejthetetlen szerelmes regényei)
- A Rodenbergek öröksége; ford. Fábián Sebestyén; EX-BB, Budapest, 2003 (Hedwig Courths-Mahler felejthetetlen szerelmes regényei)
- Minden út összefut; ford. Maros Magdolna; EX-BB, Budapest, 2003 (Hedwig Courths-Mahler felejthetetlen szerelmes regényei)
- Két asszony; ford. Rácz Irén; EX-BB, Budapest, 2003 (Hedwig Courths-Mahler felejthetetlen szerelmes regényei)
- Csalogány; ford. Bethlen Katalin; EX-BB, Budapest, 2003 (Hedwig Courths-Mahler felejthetetlen szerelmes regényei)
- Harald Landry házassága. "A filmcsillag" című regény folytatása; ford. Komáromy Rudolf; EX-BB, Budapest, 2003 (Hedwig Courths-Mahler felejthetetlen szerelmes regényei)
- Boldogság szigete; ford. Bethlen Katalin; EX-BB, Budapest, 2003 (Hedwig Courths-Mahler felejthetetlen szerelmes regényei)
- Sanna szerelme. Az "Árva gerlicém" című regény folytatása; ford. Komáromy Rudolf; EX-BB, Budapest, 2003 (Hedwig Courths-Mahler felejthetetlen szerelmes regényei)
- Lahori napsugara; ford. Maros Magdolna; EX-BB, Budapest, 2003 (Hedwig Courths-Mahler felejthetetlen szerelmes regényei)
- Megváltó szerelem; ford. Kohajda Gizella; EX-BB, Budapest, 2003 (Hedwig Courths-Mahler felejthetetlen szerelmes regényei)
  - (A megváltó szeretet címen is)
- Gonoszok és tiszták; ford. Fábián Sebestyén; EX-BB, Budapest, 2004 (Hedwig Courths-Mahler felejthetetlen szerelmes regényei)
- Becsületbeli ügy; ford. Fábián Sebestyén; EX-BB, Budapest, 2004 (Hedwig Courths-Mahler felejthetetlen szerelmes regényei)
- Dráma az udvarházban; ford. Bethlen Katalin; EX-BB, Budapest, 2004 (Hedwig Courths-Mahler felejthetetlen szerelmes regényei)
- Higgy a csodában!; ford. Gaál Edit; EX-BB, Budapest, 2004 (Hedwig Courths-Mahler felejthetetlen szerelmes regényei)
- Tündérujjak; ford. Kohajda Gizella; EX-BB, Budapest, 2004 (Hedwig Courths-Mahler felejthetetlen szerelmes regényei)
- A feldeggi árva; ford. Bethlen Katalin; EX-BB, Budapest, 2004 (Hedwig Courths-Mahler felejthetetlen szerelmes regényei)
- Házasságból szerelem; ford. Erdélyi Renáta; EX-BB, Budapest, 2005 (Hedwig Courths-Mahler felejthetetlen szerelmes regényei)
- Könnyek árja; ford. Kohajda Gizella; EX-BB, Budapest, 2005 (Hedwig Courths-Mahler felejthetetlen szerelmes regényei)
- A végrendelet záradéka; ford. Bethlen Katalin; EX-BB, Budapest, 2005 (Hedwig Courths-Mahler felejthetetlen szerelmes regényei)
- A dollárherceg jegyese; ford. Maros Magdolna; EX-BB, Budapest, 2005 (Hedwig Courths-Mahler felejthetetlen szerelmes regényei)
  - (Hamupipőke és a dollárherceg címen is)
- A fogadott lány; ford. Kohajda Gizella; EX-BB, Budapest, 2005 (Hedwig Courths-Mahler felejthetetlen szerelmes regényei)
- Amit Isten egybekötött...; ford. Kohajda Gizella; EX-BB, Budapest, 2006 (Hedwig Courths-Mahler felejthetetlen szerelmes regényei)
- A bükkösben; ford. Kohajda Gizella; EX-BB, Budapest, 2006 (Hedwig Courths-Mahler felejthetetlen szerelmes regényei)
  - (A bükkös mélyén címen is)
- Sanna házassága; ford. Kohajda Gizella; EX-BB, Budapest, 2006 (Hedwig Courths-Mahler felejthetetlen szerelmes regényei)
- Az elveszett gyűrű; ford. Kohajda Gizella; EX-BB, Budapest, 2007 (Hedwig Courths-Mahler felejthetetlen szerelmes regényei)
- Dorothyért mindent!; ford. Bodor Irén; EX-BB, Budapest, 2007 (Hedwig Courths-Mahler felejthetetlen szerelmes regényei)
- Légy a feleségem!; ford. Simon Jolán; EX-BB, Budapest, 2007 (Hedwig Courths-Mahler felejthetetlen szerelmes regényei)
- Fény és árnyék; ford. Váry Alíz; EX-BB, Budapest, 2007 (Hedwig Courths-Mahler felejthetetlen szerelmes regényei)
  - (Fény és homály címen is)
- Csitt, szívem!; ford. Schneider Rozália; EX-BB, Budapest, 2008 (Hedwig Courths-Mahler felejthetetlen szerelmes regényei)
  -  (Csitt szívem, csitt!; Csitulj, szívem! címen is)
- Mi lesz veled, Lori?; ford. Váry Alíz; EX-BB, Budapest, 2008 (Hedwig Courths-Mahler felejthetetlen szerelmes regényei)
- Az ellopott örökség; ford. Váry Alíz; EX-BB, Budapest, 2008 (Hedwig Courths-Mahler felejthetetlen szerelmes regényei)
- A szívem mélyén; ford. Simon Jolán; EX-BB, Budapest, 2008 (Hedwig Courths-Mahler felejthetetlen szerelmes regényei)
- Valerie; ford. Simon Jolán; EX-BB, Budapest, 2008 (Hedwig Courths-Mahler felejthetetlen szerelmes regényei)
- Örökkön-örökké veled; ford. Fábián Sebestyén; EX-BB, Budapest, 2008 (Hedwig Courths-Mahler felejthetetlen szerelmes regényei)
- A lady hasonmása; ford. Váry Alíz; EX-BB, Budapest, 2008 (Hedwig Courths-Mahler felejthetetlen szerelmes regényei)
- Színlelt szerelem; ford. Váry Alíz; EX-BB, Budapest, 2008 (Hedwig Courths-Mahler felejthetetlen szerelmes regényei)
- Együtt a csúcsra; ford. Váry Alíz; EX-BB, Budapest, 2009 (Hedwig Courths-Mahler felejthetetlen szerelmes regényei)
- A legszentebb törvény; ford. Váry Alíz; EX-BB, Budapest, 2009 (Hedwig Courths-Mahler felejthetetlen szerelmes regényei)
- A játszmának vége!; ford. Bethlen Katalin; EX-BB, Budapest, 2009 (Hedwig Courths-Mahler felejthetetlen szerelmes regényei)
- Édes kis úrnőm!; ford. Kohajda Gizella; EX-BB, Budapest, 2009 (Hedwig Courths-Mahler felejthetetlen szerelmes regényei)
- Lajos király védence; ford. Simon Jolán; EX-BB, Budapest, 2009 (Hedwig Courths-Mahler felejthetetlen szerelmes regényei)
- Hiszek benned; ford. Simon Jolán; EX-BB, Budapest, 2009 (Hedwig Courths-Mahler felejthetetlen szerelmes regényei)
- Meglátni és megszeretni; ford. Váry Alíz; EX-BB, Budapest, 2009 (Hedwig Courths-Mahler felejthetetlen szerelmes regényei)
  -  (Titkos mátkaság címen is)

### 2010–
- Szótlan szívek; ford. Fábián Sebestyén; EX-BB, Budapest, 2010 (Hedwig Courths-Mahler felejthetetlen szerelmes regényei)
- A Herfort nővérek; ford. Váry Alíz; EX-BB, Budapest, 2010 (Hedwig Courths-Mahler felejthetetlen szerelmes regényei)
- Az amulett; ford. Schneider Róza; EX-BB, Budapest, 2010 (Hedwig Courths-Mahler felejthetetlen szerelmes regényei)
  - (A fejedelemasszony nyakéke címen is)
- Szívek titka; ford. Simon Jolán; EX-BB, Budapest, 2010 (Hedwig Courths-Mahler felejthetetlen szerelmes regényei)
- Anyai szív; ford. Váry Alíz; EX-BB, Budapest, 2010 (Hedwig Courths-Mahler felejthetetlen szerelmes regényei)
- Várj reám!; ford. Váry Alíz; EX-BB, Budapest, 2010 (Hedwig Courths-Mahler felejthetetlen szerelmes regényei)
- Merre jársz, kedvesem?; ford. Simon Jolán; EX-BB, Budapest, 2010 (Hedwig Courths-Mahler felejthetetlen szerelmes regényei)
- Napsugár kisasszony; ford. Schneider Róza; EX-BB, Budapest, 2010 (Hedwig Courths-Mahler felejthetetlen szerelmes regényei)
- Aranyhajú boszorkány; ford. Simon Jolán; EX-BB, Budapest, 2011 (Hedwig Courths-Mahler felejthetetlen szerelmes regényei)
- Hiába menekülsz; ford. Fábián Sebestyén; EX-BB, Budapest, 2011 (Hedwig Courths-Mahler felejthetetlen szerelmes regényei)
- Magamért szeress!; ford. Fábián Sebestyén; EX-BB, Budapest, 2012 (Hedwig Courths-Mahler felejthetetlen szerelmes regényei)
- Hét határon át; ford. Fábián Sebestyén; EX-BB, Budapest, 2012 (Hedwig Courths-Mahler felejthetetlen szerelmes regényei)
- A búcsúlevél; ford. Fábián Sebestyén; EX-BB, Budapest, 2013 (Hedwig Courths-Mahler felejthetetlen szerelmes regényei)
- Harc a boldogságért; ford. Simon Jolán; EX-BB, Budapest, 2013 (Hedwig Courths-Mahler felejthetetlen szerelmes regényei)
- Siddy nászútja; ford. Fábián Sebestyén; EX-BB, Budapest, 2013 (Hedwig Courths-Mahler felejthetetlen szerelmes regényei)
- Jutta megváltása; ford. Fábián Sebestyén; EX-BB, Budapest, 2014 (Hedwig Courths-Mahler felejthetetlen szerelmes regényei)
  - (Jutta boldog lesz címen is)
- Árnyékból a fényre; ford. Fábián Sebestyén; EX-BB, Budapest, 2015 (Hedwig Courths-Mahler felejthetetlen szerelmes regényei)

## Filmjei
- Das stille Weh (1919)[9]
- You Are the Life (1921)
- Your Brother's Wife (1921)
- Liebe und Ehe (1923)[10]
- Lena Warnstetten (1925)
- Die Bettelprinzeß (1974, TV film)
- Griseldis (1974, TV film)
- Die Kriegsbraut (1974, TV film)
- Der Scheingemahl (1974, TV film)
- Eine ungeliebte Frau (1974, TV film)
- Durch Liebe erlöst (2005, TV film)